# Hylyphantes
Hylyphantes es un género de arañas araneomorfas de la familia Linyphiidae. Se encuentra en la zona paleártica y el Sudeste de Asia.

## Lista de especies
Según The World Spider Catalog 12.0:
- Hylyphantes birmanicus (Thorell, 1895)
- Hylyphantes geniculatus Tu & Li, 2003
- Hylyphantes graminicola (Sundevall, 1830)
- Hylyphantes nigritus (Simon, 1881)
- Hylyphantes spirellus Tu & Li, 2005
- Hylyphantes tanikawai Ono & Saito, 2001